# Nome de l'Ibis

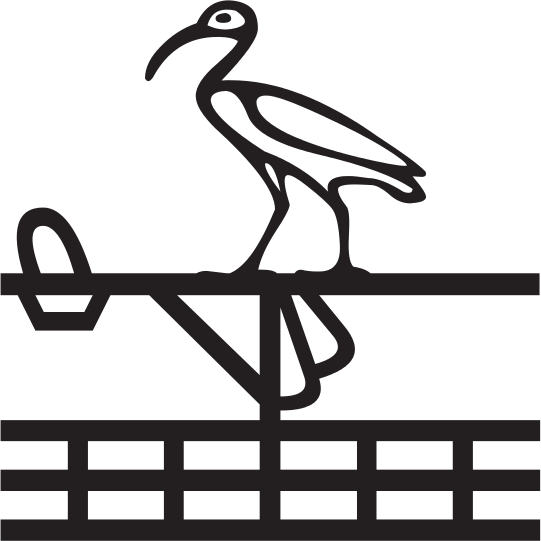
Hiéroglyphe symbole du Nome.

Le nome de l'Ibis (bḥˁ) est l'un des 42 nomes (division administrative) de l'Égypte antique. C'est l'un des vingt nomes de la Basse-Égypte et il porte le numéro quinze.

## Géographie
Du fait de l'état de la fameuse inscription de la chapelle blanche qu'est liste des nomes de Sésostris Ier, la taille du nome à cette époque est inconnue. Le nome était situé entre les nomes du Trône et du Veau divin à l'ouest, le nome du Dauphin à l'est, le nome du Taureau recensé au sud et la mer Méditerranée au nord.

## Histoire
Le nome est attesté très anciennement dans l'histoire égyptienne, cependant l'état des restes archéologiques fournit peu d'informations sur l'histoire de ce nome. Cependant, pendant la dernière phase de la Troisième Période intermédiaire, le nome semble être sous la domination de celui du Dauphin : en effet, après la défaite de la coalition menée par Tefnakht de Saïs contre la campagne de conquête de Piânkhy, le « chef des Mâ » de Mendès Djedamoniouefânkh et son fils le général d'Hermopolis Parva Ânkhhor A se soumirent au roi koushite. Par la suite, les dirigeants de Mendès furent Ânkhhor A, Djedher, le fils de ce dernier Ânkhhor B et enfin un certain Payom qui assista aux conflits assyro-koushito-saïtes des années -670 à -660 dans lesquels il ne semble pas avoir joué un rôle majeur.

## Divinités locales

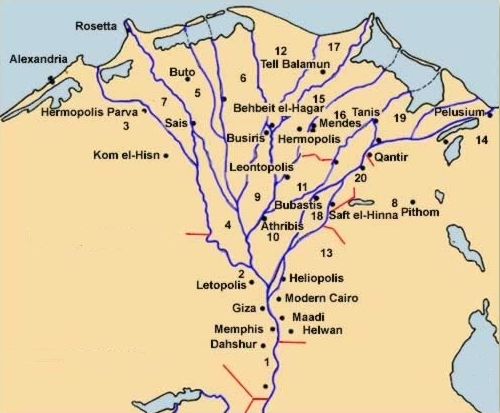
Les nomes de Basse-Égypte

Comme l'indique le nom de sa matropole, Per-Djéhouty (Hermopolis Parva), et le nom du nome, le grand dieu local était Thot, sous la forme de « Celui qui sépare les Deux Adversaires », c'est-à-dire Horus et Seth,,.

## Lieux principaux
Il est à noter que les frontières du nome ont changé avec le temps, les villes citées ci-dessous ont été identifiées comme faisant partie du nome dans ses frontières ptolémaïques.
- Hermopolis Parva
- Tell Tebilleh
- Damiette